# 후안 안토니오 사마란치
주안 안토니 사마랑 이 투렐료 후작(카탈루냐어: Joan Antoni Samaranch i Torelló, Marquesat de Samaranch, 1920년 7월 17일~2010년 4월 21일) 또는 스페인어 발음의 후안 안토니오 사마란치는 스페인의 정치인이자 외교관이며, 1980년부터 2001년까지 국제 올림픽 위원회(IOC)의 7번째 위원장을 역임했다.

## 생애
부유한 가정에서 자란 사마란치는 스페인 바르셀로나의 IESE 경영대학원에서 상업을 공부했다.
그는 수많은 올림픽에 참가했었으며 1967년에 스페인 올림픽 위원회의 회장과 IOC 위원이 되면서 또 프란시스코 프랑코의 체제하에 있던 스페인의 체육부의 사무국장이 되었다. 그는 IOC에서 1974년과 1978년에 부위원장을 맡았고 1977년과 1980년에는 소련과 몽골의 스페인 대사로 임명되기도 했다.
1990년에는 1988년 서울 올림픽을 성공적으로 개최했다는 공로를 인정받아 제1회 서울평화상 수상자로 선정되기도 했고, 1991년에는 올림픽 활동에 헌신한 공로를 인정받아 스페인 국왕으로부터 후작 작위와 그란데스 데 에스파냐 칭호를 받았다.
2001년 스위스에서 극심한 피로 증세로 11일간 입원했으며 이후 모나코와 마드리드 등에서도 치료를 받았다. 후임 자크 로게에게 자리를 넘기고 퇴임하였다. 이후 병세가 호전이 되었다가 9년이 지난 2010년 4월 18일 지병인 급성 관상동맥기능부전으로 바르셀로나시의 퀴론 병원에 입원했으며, 입원 직후 병세가 악화되었다. 결국 입원 3일 뒤인 4월 21일 병원 중환자실에서 향년 89세를 일기로 세상을 떠났다.
장례식은 사망 2일 뒤인 4월 23일 스페인 바르셀로나 대성당에서 거행이 되었는데 이날 장례식에는 후안 카를로스 스페인 국왕과 소피아 왕비, 모나코의 알베르 왕자 등 전 세계 귀빈 300여명이 참석해 고인의 명복을 빌었다.
스페인의 테니스 스타 라파엘 나달을 비롯한 스포츠 관계자들이 카탈로니아 주 청사에서 바르셀로나 대성당까지 올림픽기가 덮인 고인의 관을 운구했으며 자크 로게 IOC 위원장은 "피에르 쿠베르탱 이후 올림픽에 가장 큰 영향을 끼친 위대한 분"이라고 추도했다.
현재 사마란치의 아들 후안 안토니오 사마란치 주니어도 IOC 위원으로 활동하고 있다. 2001년 IOC 위원으로 선임된 사마란치 주니어는 IOC 마케팅위원, 2014년 소치 동계 올림픽 조정위원 등을 맡기도 했다.

## IOC 위원장
사마란치는 1980년 7월 15일부터 7월 18일까지 모스크바에서 열린 83차 IOC 총회때 위원장이 되었다. 이 재임기간은 역대 두 번째 IOC 위원장 장기 역임이었으며 그는 퇴임 후에도 IOC 종신 명예위원장으로 추대돼 계속 IOC 회의에 참석해 왔다.

### 성과
그의 임기 기간 중에 IOC는 재정적으로 여유로워졌다. 그 원인은 방송 중계권과 스폰서 때문이라고 볼 수 있다. 비록 1984년 로스앤젤레스 올림픽 때 동구권에서 보이콧을 하긴 했지만 사마란치 집권 시기 때는 올림픽이 열릴 때마다 참가자와 참가국 수가 증가했다. 또한 사마란치는 최고의 선수들이 올림픽에 참가하기를 원해서 프로 선수들의 참가를 이끌게 하기도 했다.
사마란치의 부정할 수 없는 성과 중 하나는 1970년대 재정 위기에 처했던 IOC를 재정적으로 구제한 것이다. 개최국이 짊어져야 할 짐이 너무 많아서 개최를 희망하는 도시가 없기도 했다. 사마란치 집권 체제에서 IOC는 스폰서 정리를 다시하고 중계권을 다시 바꿔서 엄청난 돈을 끌어모았다.
사마란치가 무의식적으로 하는 게 있는데 하계 올림픽이 끝날 때마다 매번 "최고의 올림픽"("The Best Ever" Games.)라고 연설 중에 말을 붙이는 것이다. 딱 한 번 이 말을 하지 않은 적이 있는데 애틀랜타에서 열린 1996년 하계 올림픽 때로 엄청난 상업주의에 대한 비판과 폭발사건이 일어났기 때문이다.

### 비판
IOC가 수천만 파운드의 돈을 끌어 모은 것은 투기와 비판의 대상이 되기도 해서 순수한 아마추어 정신에서 벗어나서 상업화에 찌든 대회라고 말하기도 했으며 IOC의 몇몇 사람은 부패 혐의로 비난받기도 했다.
또 그가 IOC 위원장이었을 때 사마란치는 "각하"(Excellency)이라는 단어를 직함에 넣을 것을 고집했다. 게다가 그가 IOC 일을 위해 여러 나라를 돌아다닐 때 그가 방문하는 도시마다 가장 좋은 호텔과 최고급 리무진 차량을 고집했었다. IOC는 연중 예산 비용 중 500,000달러를 IOC의 본부가 있는 스위스 로잔에서 사마란치가 머물 때 그의 개인적인 안락함을 위한다는 명목으로 지출하기도 했다.

### 부패
그의 임기 중에는 낭비성 짙은 활동에다가 너무나도 많은 부패, 도핑 스캔들, 판정 시비가 일어나서 엄청난 비판을 받았다. 나중에 공개된 비공개 자료에 따르면 IOC 위원들의 뇌물 수수혐의는 엄하게 단속했지만 사마란치의 범죄 행위는 봐줬다고 한다. 사마란치는 IOC의 최악의 범죄는 끝났다고 선언했지만 예전에 올림픽 선수였던 마크 튜크스버리(Mark Tewksbury)를 비롯한 사람들이 그의 퇴진을 주장했다. 2002년 동계 올림픽 개최를 위해 솔트레이크 시티에서 위원들을 매수하기도 해서 IOC 규정이 변경되기도 했다.